# Brandenburgische Landesausstellung

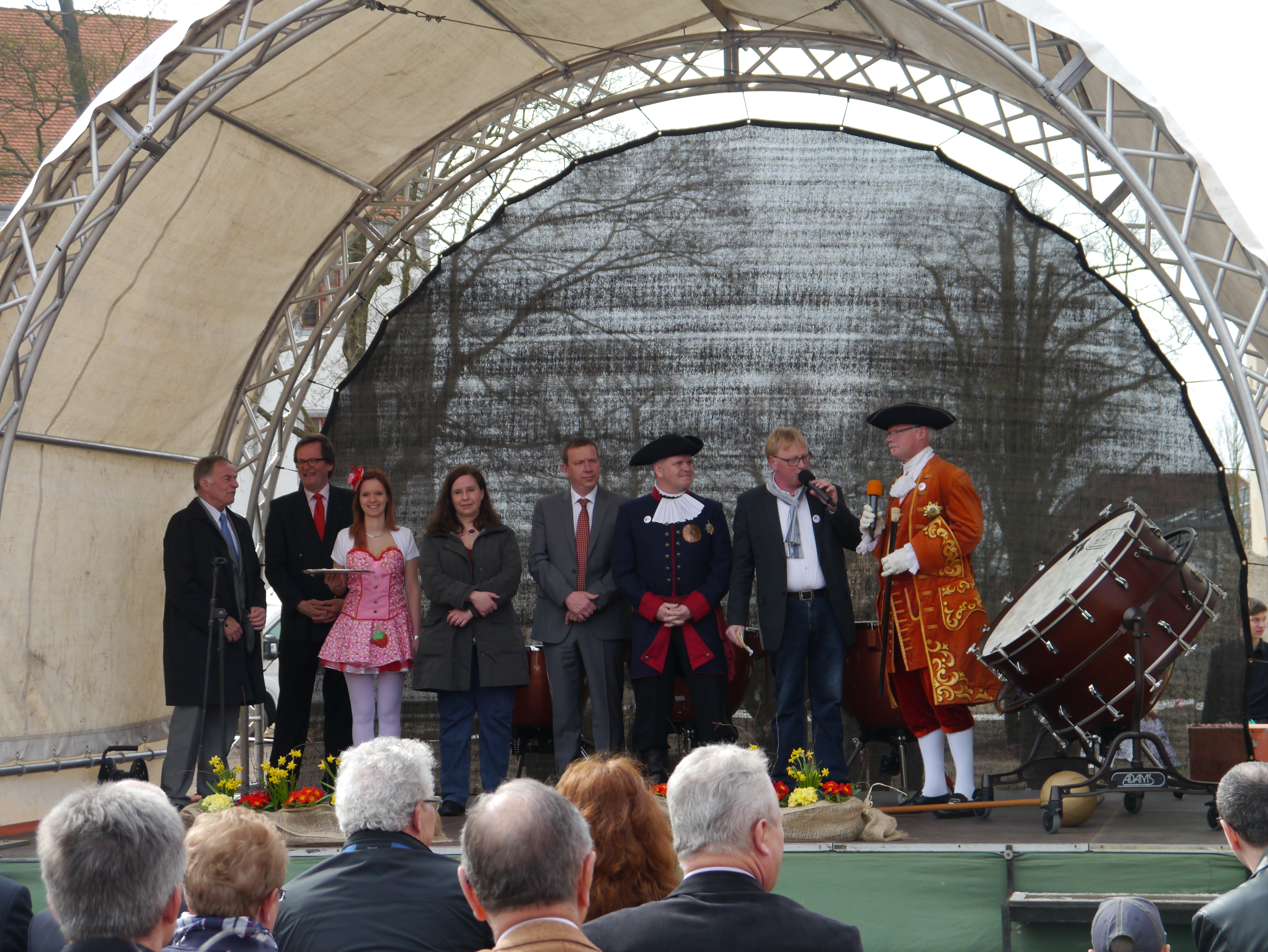
Paukenschlag: Voreröffnung der Ersten Brandenburgischen Landesausstellung auf dem Schlossareal in Doberlug am 22. März 2014 mit (vlnr): Gunter Fritsch (Präsident des Landtages Brandenburg), Jürgen Riecke (Vorstandsvorsitzender Sparkasse Elbe-Elster), Bäckerei Gäbler, Anne-Katrin Ziesak (Kuratorin der Ersten Brandenburgischen Landesausstellung), Christian Heinrich-Jaschinski (Landrat Elbe-Elster), Lutz Kilian (Vorsitzender Förderverein Schloss Doberlug e.V.), Torsten Hannemann (Moderator Jungunternehmerverein), Bodo Broszinski (Bürgermeister Doberlug-Kirchhain).

Die Brandenburgische Landesausstellung wird vom Bundesland Brandenburg für besonders bedeutende Ausstellungsprojekte durchgeführt. Der Ort und ein bestimmtes Thema werden dabei aufeinander abgestimmt. Der brandenburgische Ministerpräsident übernimmt die Schirmherrschaft.

## Erste Landesausstellung Doberlug-Kirchhain 2014
Im Jahr 2014 wurde vom 7. Juni bis zum 2. November die erste Landesausstellung in Doberlug-Kirchhain ausgerichtet. Zum Thema „Preußen-Sachsen. Sachsen-Preußen. Szenen einer Nachbarschaft“ wurden im sanierten Schloss Doberlug folgende Stationen präsentiert:
- Partner und Rivalen – Entwicklungen bis zum 17. Jahrhundert
- Königskunst – Blick auf die Künste in Sachsen und Preußen
- Glaubenssache – Entwicklungen zwischen Katholiken und Lutheranern
- Von Glanz und Gloria – Preußisch-Sächsische Karrieren
- Um die Vormacht – Entwicklungen bis zur Mitte des 18. Jahrhunderts
- Im Dialog – Literaten, Wissenschaftler, Künstler und Gelehrte
- Heute Sachse, morgen Preuße – Entwicklungen bis zur Mitte des 19. Jahrhunderts

Weitere regionale Ausstellungen, Kulturrouten und ein umfangreiches Begleitprogramm wurden geboten. Der Anlass war der 200. Jahrestag des Wiener Kongresses, als große Teile von Sachsen an Preußen abgetreten wurden.
Die Ausstellung stand unter der gemeinsamen Schirmherrschaft des Ministerpräsidenten des Landes Brandenburg Dietmar Woidke und des Ministerpräsidenten des Freistaates Sachsen Stanislaw Tillich. Kuratorin war die Historikerin Anne-Katrin Ziesak. Als Sprecher des wissenschaftlichen Beirats fungierten die Historiker Frank Göse und Winfried Müller.